# Тарабаров
Тараба́ров (официальное наименование на китайском языке Иньлундао, кит. упр. 银龙岛, пиньинь Yínlóngdǎo — «остров Серебряного дракона») — речной остров на реке Амур.

## История

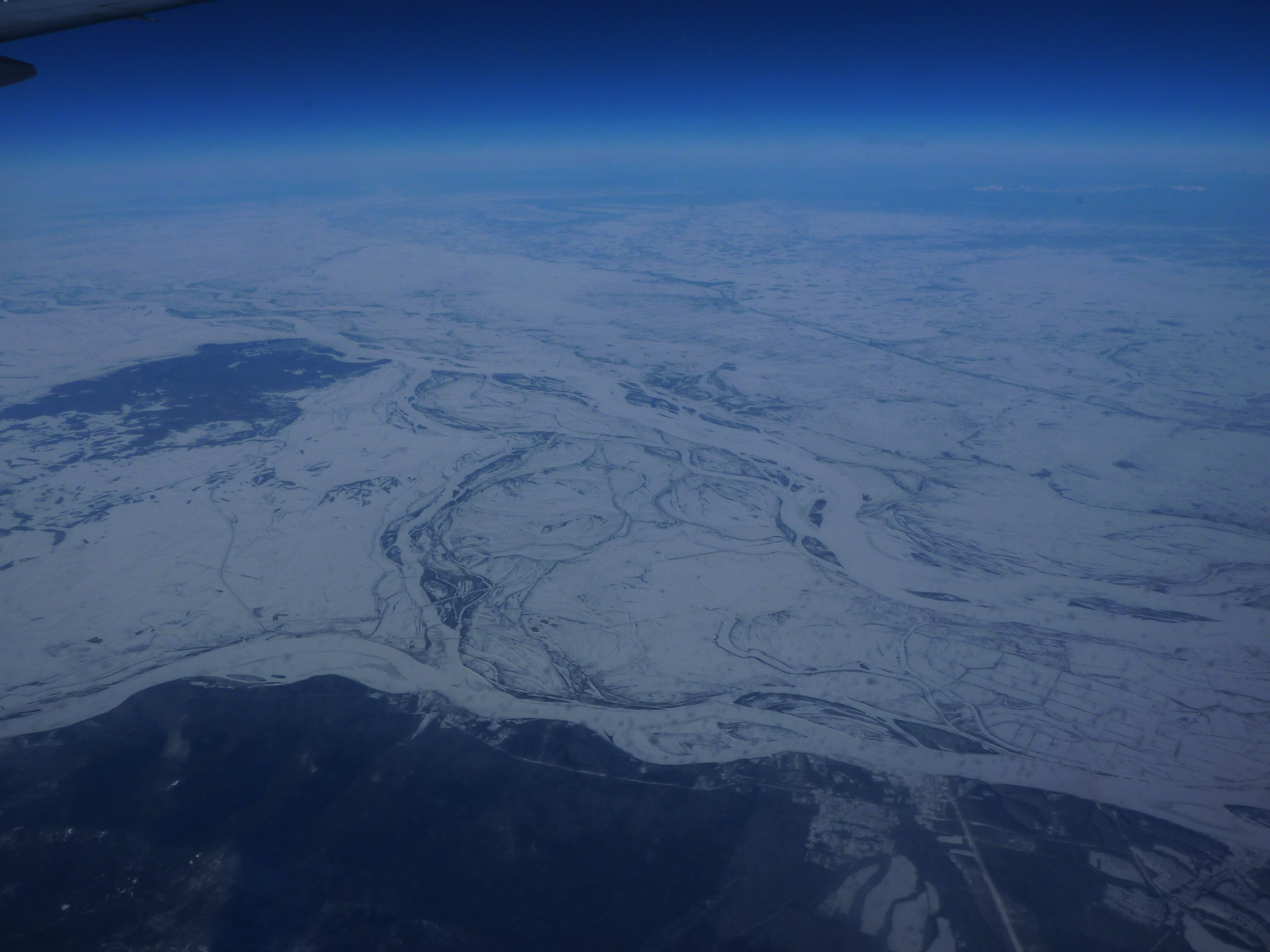
Остров Тарабаров (выше центра фото) и Большой Уссурийский остров (от центра к правому краю фото)

Остров Тарабаров вместе с соседним островом Большой Уссурийский и окружающими их мелкими островами с 1929 года де-факто принадлежал СССР[прояснить], а после распада СССР — Российской Федерации. С 1964 года территория оспаривалась Китаем.
В советское время на острове располагалась пограничная застава «Тарабаровская», упразднённая в 2006 году.
В 2004 году было заключено, а в 2005 году ратифицировано соглашение между РФ и КНР о передаче острова Тарабаров, западной части Большого Уссурийского и некоторых мелких островов, что вызвало неоднозначную реакцию в российском обществе. В результате Демаркации российско-китайской границы в 2005 году в 2008 году острова Тарабаров и половина Большого Уссурийского были переданы КНР, войдя в состав провинции Хэйлунцзян.
Попытка граждан РФ, живущих в Хабаровском крае, провести референдум для оценки изменений границы края; и о доверии губернатору края, давшему письменное согласие на передачу островов; и о доверии президенту, подписавшему соглашение, была организована в строгом соответствии с законом (май 2005 г.). Законодательная дума края отказалась рассматривать документы, а при их повторном направлении отказала в разрешении проводить его.
Село Нижнеспасское — ближайший к острову российский населённый пункт (Смидовичский район Еврейской автономной области)[значимость факта?].